# 신사훈
신사훈(申四勳, Samuel Sha-Hoon Shin, 1911년 6월 17일 - 1998년 9월 22일)은 서울대학교 종교학과 교수이며 목회자이다. 서울 종로구 명륜동3가 56-2번지에서 새싹교회의 담임 목회를 하였다. 박태선, 문선명을 둘러싼 이단 논쟁의 중심에 있었던 신학자였다. 그는 천재성을 지닌 신학자로 한국교회의 많은 지도자들에게 큰 영향을 주었다고 평가를 받는다.  호는 철로 (鐵爐)이다.

## 생애
신사훈은 신재효(1812~84)의 현손이다. 1911년 6월 17일 부친 신송환과 어머니 박성년의 5남 3년 중 4남으로 전북 고창군 고창읍 읍내리 449번지에서 출생하였다. 전북 고창읍성 앞 신재효 고택에서 자라 당시 명문 고창고보를 나온 수재였다. 그는 새어머니 손에 이끌려 교회에 나갔다. 고보 시절 영어교사가 영어 성경을 권하자 경성에 신약성경을 주문해 읽을 정도였다. 졸업할 때까지 25번 성경을 통독했다. 그는 그 시절 교회에서 기도로 날을 새다시피 해 ‘신사무엘’이라는 별칭을 얻었다. 고창 읍성이 산기도 장소였다. 그는 언어·수학 등에 빼어난 실력을 보였다. 우등·수석을 놓치는 적이 없었다. 도쿄 아오야마가쿠엔 신학과에 수석 입학했다. 대학에서 성경 원전을 읽기 위해 히브리어 헬라어 라틴어 불어 독어를 독파해 깨쳤다. 그리고 1937년 미국 드루대학과 프린스턴대학에서 신학을 마쳤다. ‘희랍어 상’ ‘팔레스타인 연구상’ ‘신학학술상’ 등을 받은 한국인 수재였다. 뉴욕대학과 스탠퍼드대학 교수(1942~1945)도 역임했다. 15개 언어 독해가 가능했다. “박사 중에 진짜 박사”라는 평이 따랐다.그는 귀국 후 감리교신학대 학장(1946~47)을 거쳐 서울대 종교학과 교수(1947~76)로 봉직했다. 미 군정과 5·16 군사정부가 그를 영입하려 끈질기게 노력했으나 “내가 그런 시시한 것을 왜 해”라며 거절했다. 그는 신학자·목회자의 길만 걷고자 했다.
그러면서도 서울대 기독 학생들에게 국산품 애용 등 신생활운동을 주창하며 인간의 내적 개조를 촉구했다. ‘통일론’ 연구 등을 통해 공산주의는 배척했다. “타국 공산주의는 자국 위주 것들인데 우리는 사대사상과 외세를 이용하는 악질로 김일성이 그러하다”고 분개했다. ‘공산주의 비판, 예수그리스도의 부활과 그 의의’ 등의 저서 제목에서도 이를 알 수 있다.
신사훈은 비성서적인 것과 타협하지 않는 원칙주의자였다. 박태선과 문선명은 타협 대상이 아니었다. 에큐메니컬 운동의 함석헌(1901~89·기독교사상가)과 한국기독교교회협의회(NCCK) 측과는 불화를 겪었다. 어쩌면 결이 다른 지식인의 신앙적 신념이라고밖에 해석할 수 없다. 우군 없는 외로운 싸움에서 돈키호테처럼 비치기도 했다. 15개 언어를 독해하는 그는 언어·수학 등에 빼어난 실력을 보였다. 우등·수석을 놓치는 적이 없었다. 도쿄 아오야마가쿠엔 신학과에 수석 입학했다. 대학에서 성경 원전을 읽기 위해 히브리어 헬라어 라틴어 불어 독어를 독파해 깨쳤다. 그리고 1937년 미국 드루대학과 프린스턴대학에서 신학을 마쳤다. ‘희랍어 상’ ‘팔레스타인 연구상’ ‘신학학술상’ 등을 받은 한국인 수재였다. 뉴욕대학과 스탠퍼드대학 교수(1942~1945)도 역임했다. 15개 언어 독해가 가능했다. “박사 중에 진짜 박사”라는 평이 따랐다. 그는 귀국 후 감리교신학대 학장(1946~47)을 거쳐 서울대 종교학과 교수(1947~76)로 봉직했다. 미 군정과 5·16 군사정부가 그를 영입하려 끈질기게 노력했으나 “내가 그런 시시한 것을 왜 해”라며 거절했다. 그는 신학자·목회자의 길만 걷고자 했다. 그러면서도 서울대 기독 학생들에게 국산품 애용 등 신생활운동을 주창하며 인간의 내적 개조를 촉구했다. ‘통일론’ 연구 등을 통해 공산주의는 배척했다. “타국 공산주의는 자국 위주 것들인데 우리는 사대사상과 외세를 이용하는 악질로 김일성이 그러하다”고 분개했다. ‘공산주의 비판, 예수그리스도의 부활과 그 의의’ 등의 저서 제목에서도 이를 알 수 있다. 그가 서울대 교수 정년을 앞두고 있을 때 기자들이 은퇴 후 어떻게 살지를 물었다. “그리스도의 종으로 충성스럽게 살다 죽는 게 내 생의 목표입니다.” 아들 신세희 전 중앙대 교수는 “아버지는 예레미야 선지자와 같이 의로운 삶을 사신 분으로 오직 복음에 목숨 건 분이었다”고 말했다.

## 학력
- 1931년    일본 동경 청산학원(靑山學院) 신학부 예과 수석 입학
- 1937년    일본 동경 청산학원(靑山學院) 신학부 본과 수석 졸업
- 1940년    미국 드루(Drew) 신학교 수석 졸업(summa cum laude), 희랍어상(’40, Drew), 학술상(’41), 팔레스타인 연구상(’42)
- 1942-45  미국 프린스톤(Princeton) 신학교와 뉴욕 유니온 신학교 연구
- 1945.5.28. 미국 뜨루(Drew) 신학교 대학원 철학 박사(Ph.D.)

## 경력
- 1934-37  동경 조선 Y.M.C.A. 이사
- 1942-45  미국 뉴욕 대학과 스텐포드 대학 교수
- 1942-45  재미 기독 학생회 총무
- 1945-46  미국 프린스톤(Princeton) 신학교 교수
- 1946-47  감리교 신학 대학 부장
- 1947-76  서울 대학교 종교학과 주임교수(30년간)
- 1955-59  고등고시 위원
- 1976      국민훈장 수상
- 1977-98  통일교 대책 위원회 위원장
- 1980-98  기독교 교단 상임 고문

## 목회 경력
- 1946-50  서울대 문리대(동숭동) 학생 교회 담임
- 1950-52  청파 교회 당회장
- 1952-55  보수 교회 당회장
- 1955-98  새싹 교회 당회장
- 1977-98  대한 예수교 장로회 (총합) 총회장, 총회 신학교 학장, 대학원 원장, 한국 성경 신학 원어 연구회(B.T.L.) 회장, 등등.

## 저서
- 희랍어 문법
- 사도 바울의 구속론
- 이단과 현대의 비판과 우리의 생로
- 공산주의 비판
- 예수그리스도의 부활과 그 의의

## 참고 문헌
- 철로 신사훈 박사: 기념 논총집 (성산출판사2002)

## 같이 보기
- 서울대학교
- 한국의 신학자 목록
- 개혁신학자
- 김영한 (교수)